# Ewa Schilling
Ewa Schilling (ur. w 1971 w Olsztynie) – polska pisarka. Schilling jest pseudonimem pisarki. Prawdziwe nazwisko nie jest znane. 

## Życiorys
Absolwentka Wydziału Ochrony Środowiska Akademii Rolniczo-Technicznej w Olsztynie. Debiutowała w 1998 roku zbiorem opowiadań Lustro. Jest znana głównie jako autorka prozy lesbijskiej. Współpracowała między innymi z takimi  czasopismami jak „Borussia”, „Portret”,„Pogranicza”, "Opcje". W roku 2015 „Głupiec” ukazał się w tłumaczeniu na język słoweński. Mieszka w  Olsztynie. W roku 2019 założyła wydawnictwo Seqoja.

## Publikacje
- 1998 - Lustro, wybór opowiadań (wyd. Infopress)
- 2001 - Akacja ( wyd. Borussia)
- 2005 - Głupiec ( wyd. ha!art)
- 2010 - Codzienność (wyd. ha!art)
- 2020 - Nadfiolet (wyd. Seqoja)